# Emina

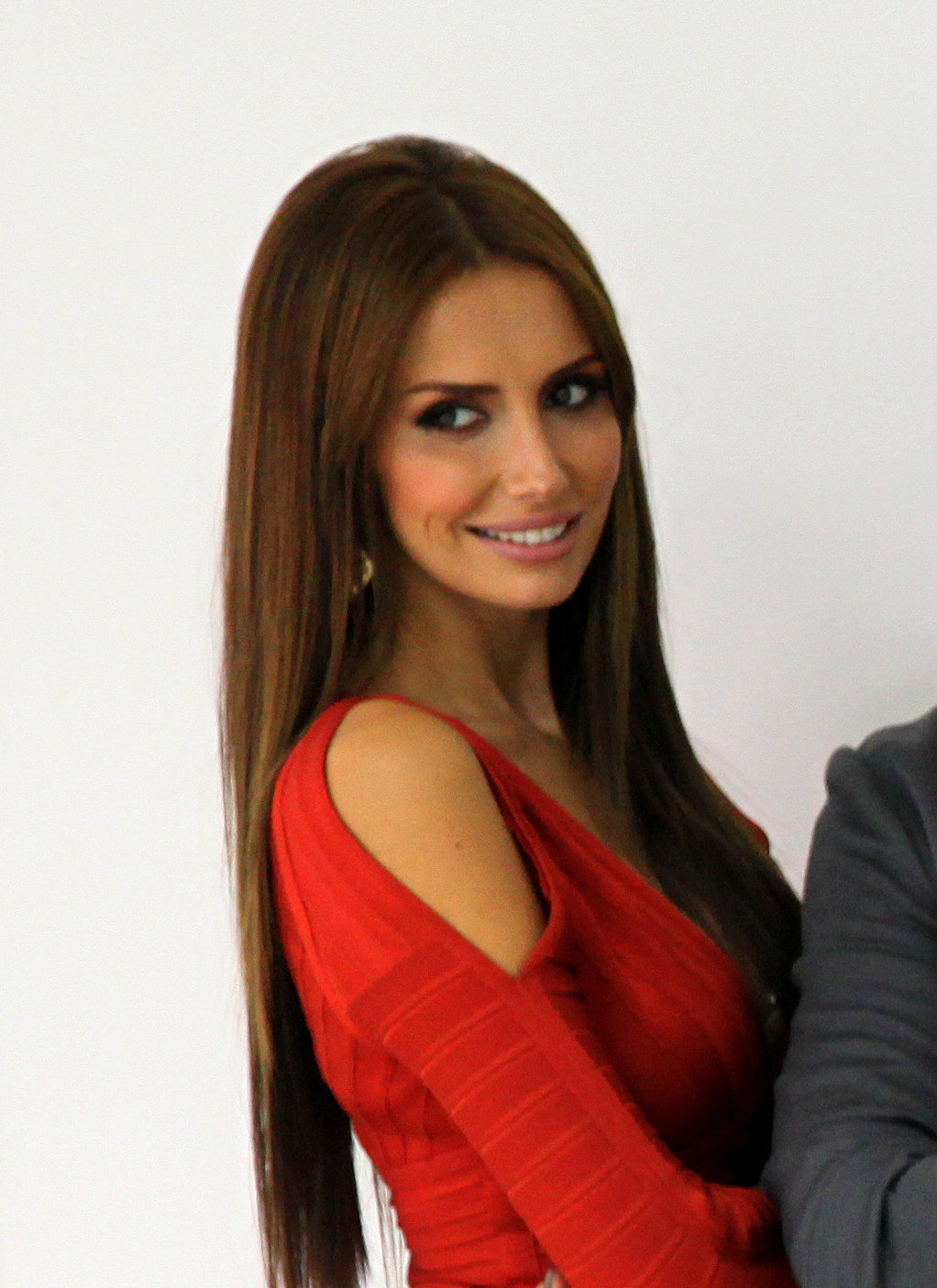
Emina Jahović, 2013.

Emina är ett arabiskt kvinnonamn bildat av ordet amin som betyder pålitlig.
Den 31 december 2014 fanns det totalt 1 201 kvinnor folkbokförda i Sverige med namnet Emina, varav 1 064 bar det som tilltalsnamn.
Namnsdag: saknas

## Personer med namnet Emina
- Emina Jahović, bosnisk sångerska